# Castrul roman de la Hoghiz

## Introducere
Castrul de la Hoghiz este cel mai mare castru auxiliar din zona estică a Daciei. Acesta era un punct strategic de primă importanță, fiind punctul de trecere peste râul Olt, fiind amplasat pe malul stâng al râului, spre deosebire de cele învecinate din aval. Descoperirea recentă a castrului de la Ungra subliniază importanța strategică a acestei zone. 
Fortificația a fost construită pe o terasă înaltă, din stânga Oltului, situată în apropierea zonei de confluență a Homoroadelor cu Oltul, în punctul numit “La cetate“. Situl este localizat la aproximativ 2 km vest de satul Hoghiz, în dreptul satului Ungra, situat pe malul opus al râului. ".

## Dimensiuni
Planul aproximativ dreptunghiular al castrului este rotunjit la colțuri și are dimensiunile de 220 x 165 m. Au fost identificate două paramente de piatră cu grosimi de 1,15 m pe partea exterioară, respectiv 1,05 pe cea interioară care au ajutat la construcția incintei duble, consolidată ulterior de ziduri transversale, cu o grosime de aproximativ 0,90 m, așezate la intervale de aproximativ 2, 80 m. Structurile de rezistență ale turnurilor de colț au fost preluate de compartimentări regulate de întărire a incintei. Laturile de Sud și Est prezintă turnuri dreptunghiulare cu dimensiuni de 5,50 x 7 m, o deschidere a porții de 5,50 m. Zidurile din interiorul incintei atestă principia si cel mai probabil praetorium în locul unde K. Horedt ar fi identificat o baie. 

## Descriere
De-a lungul anilor în această locație au staționat  diverse trupe ala Asturum[1] material tegular ștampilat, cohors III Gallorum[2]și numerus Illyricorum[3] material tegular ștampilat. Distinctiv, castrul are forma unui patrulater înconjurat de semnele valurilor de pământ. Două faze de construcție au fost documentate pe parcursul săpăturilor arheologice desfășurate. Castrul este compus din lemn și pământ pe o suprafață dreptunghiulară cu mărimi neindicate, palisada fiind alcătuită din două parametre. Valul are un aspect plat, caracterizat printr-o lățime de 11 m și înălțimi versatile de până la maxim 2 m, includea două rânduri de palisade la exterior și era fortificat cu un șanț de apărare cu o lățime de 4 m și adâncime de 1 m. Acesta a fost construit în primii ani ai secolului al II-lea p. Chr. 
Așezarea civilă este a lăsat urme vizibile de jur-împrejului castrului. Cele mai importante clădiri au putut fi idetificate recent în zona vestică și nordică a castrului.

## Istoricul Cercetărilor
În centrul fortificației sunt vizibile urmele intervențiilor arheologice, acoperite de pământ. Pe această arie nu s-au putut lua măsurători geofizice. Vestigii ale săpăturilor arheologice se pot observa și pe marginea nord-estică, latură pe care se pot distinge chiar si în ziua de azi câteva blocuri masive de piatră plasate pe două asize.  conform cercetărilor arheologice realizate de K. Horedt, cel puțin o secțiune a castrului de pământ a fost incendiată.
În trecut, D. Protase (1977) stabilește pe baza tehnicii de construcție, conexiunea dintre castrele de la Hoghiz, Brețcu și Drajna. În plus, Ioana-Bogdan Cătăniciu considera că legiunea staționată aici a fost cel mai probabil legio XI Claudia.[4]
În urma prelucrării cartărilor efectuate cu ajutorul dronei se stabilește în mare parte corespondența planului castrului cu primul întreprins la mijlocul secolului trecut de Horedt. Se observă faptul că planul castrului corespunde în linii mari primului plan publicat în anul 1950. Planul publicat 3 ani mai târziu a fost ușor ajustat, având forma unui dreptunghi. Trei ani mai târziu, după o republicare a acestuia, dimensiunile sunt 220 x 165 m. 
Planul rezultat din prospecțiunile fizice făcute de curând[6] indică micile neregularități semnalate în prima campanie de săpături, adăugând părți componente orientative ce țin de organizarea internă. Deși nu se pot distinge clar clădirile, se pot observa orientările praetentura (posibil praetorium în partea sudică) și retentura. 
[1]CIL III 8074, 1b = IDR III4, 242
[2]AÉ 1944, 42 = IDR III/4, 231, între 177–180; CIL III 955 = CIL III 7721 = IDR III/4 235.
[3]AÉ 1977, 711; IDR III/4 243.
[4]Cătăniciu 1981, p. 10
[6]Țentea, Popa 2017